# Daniel Miljanović
Daniel Miljanović, född 11 april 2001, är en svensk fotbollsspelare som spelar för bosniska Mladost Doboj Kakanj. Hans far, Nemanja Miljanović, är en fotbollstränare.

## Karriär
Miljanović moderklubb är CD El Altet. Därefter spelade Miljanović för Elche innan han flyttade med sin familj till Sverige och började då spela i Syrianska FC. Mellan 2016 och 2017 spelade Miljanović som junior även i IF Elfsborg.
Inför säsongen 2018 gick Miljanović till AFC Eskilstuna. Under säsongen 2018 spelade han 25 matcher och gjorde ett mål för samarbetsklubben Eskilstuna City i Division 2. Miljanović var skadad inledningsvis av säsongen 2019 och efter att kommit tillbaka från skadan spelade han först för IFK Eskilstuna i Division 3. Den 18 maj 2019 gjorde Miljanović allsvensk debut i en 1–1-match mot Helsingborgs IF, där han blev inbytt i den 68:e minuten mot Ferid Ali.
I juni 2020 återvände Miljanović till IF Elfsborg för spel i U19-laget. I februari 2021 blev Miljanović klar för spel i bosniska Mladost Doboj Kakanj, där hans far var tränare.